# 泉水梁站
泉水梁站位于青海省德令哈市泉水梁村，是青藏铁路的一座车站，距离西宁站593公里，于1979年启用，现由青藏铁路公司营运。车站现为五等站，承担货运业务。